# کاشانک (محله تهران)
کاشانک یکی از قدیمی‌ترین محله‌های تهران است. این محله از جمله محله‌های شمالی تهران (شمیران) است و در مجاورت محله‌های نیاوران، دارآباد و آجودانیه قرار دارد. کاشانک از نظر موقعیت جغرافیایی از شمال به زمین‌های رحمان‌آباد، از جنوب به صاحبقرانیه و اقدسیه از غرب به کاخ و بوستان نیاوران و حصاربوعلی و کامرانیه و از شرق به محلهٔ دارآباد و نیز بلوار آجودانیه ختم می‌شود. پیشینهٔ تاریخی این محله به زمان ناصرالدین‌شاه برمی‌گردد.

## پیشینه
این منطقه به لحاظ پیشینهٔ تاریخی به زمان ناصرالدین‌شاه بازمی‌گردد که این منطقه به شکل باغات سرسبز بوده و یکی از سوگلی‌های حرم‌سرای ناصرالدین‌شاه قاجار به نام انیس‌الدوله حکمرانی کاشان را از شاه طلب می‌کند و شاه در عوض شش دانگ کاشانک را به وی پیشکش می‌کند و به همین دلیل این نام را بر کاشانک نهاده‌اند (کاشان کوچک). 
سه طایفهٔ اصلی این محله که از بنیانگذاران محلهٔ کاشانک هستند عبارت‌اند از یکی طایفهٔ طائی که در حدود ۲۰۰ سال پیش از سمت قرچک و ورامین به این محله مهاجرت نموده و دیگری طایفه‌ای به‌نام امینیان که چند سال بعد از طائی‌ها آنان نیز از سمت قرچک و ورامین به کاشانک فعلی مهاجرت کردند و در ۱۸۰ سال پیش نیز خانوادهٔ بزرگ بیاتی از سربند دربند به این منطقه کوچ نموده و همچنین دو طایفهٔ ناطقیان و خیری که در حدود ۱۰۰ سال بعد از لواسان به کاشانک کوچ کردند. مهاجرینی که عامل شکل‌گیری این محله بودند اقوام مهاجر فقیری بودند که در تپه‌های کاشانک سکونت گزیدند و رفته‌رفته به سمت تثبیت مشاغل و ثروتمندی پیش رفتند.

## ویژگی‌ها
به لحاظ ابنیه‌های تاریخی مساجد مختلف و قنات‌های متعددی در منطقه موجود است و از جمله یک گورستان که مربوط به سیصد سال پیش است که در دارآباد خیابان افتخاری خیابان رجبی، به‌نام درختک واقع است. از قنات‌های منطقه می‌توان به قنات‌های رحمان‌آباد که در ارتفاعات رحمان‌آباد واقع است، قنات استخر که در نزدیکی مسجد ولیعصر واقع است که البته این قنات در حال بهره‌برداری است و برای شرب فضای سبز منطقه بهره‌برداری می‌شود و قنات جوز درختک و قنات مدرسه خان سفید اشاره کرد. از نمادهای ارزنده و جاذبه‌های این منطقه می‌توان به درخت چنار مسجد ولیعصر اشاره کرد. قدمت این درخت به ۵۰۰ تا ۶۰۰ سال قبل برمی گردد و قطر آن در حدود ۳ متر است و داخل آن به شکل یک اطاقک در آمده است.
کاشانک در حدود ۳۰۰۰۰ خانوار در خود جای داده‌است که به لحاظ اقتصادی این خانوارها در ۲ طبقهٔ کاملاً متفاوت قرار دارند که طبقهٔ پایین‌دست منطقه در قسمت تپه کاشانک ساکن هستند و در حدود ۲۶۲ باب از خانه‌های این منطقه فاقد سند مسکونی است و این منطقه به لحاظ امکانات فرهنگی و عمرانی دارای صفوف مختلفی است. مساحت کاشانک براساس آخرین مرزبندی که در سال ۸۷ انجام شده‌است (۲,۴۸۲,۵۶۵) کیلومتر مربع تخمین زده شده‌است. 
از حیث فرهنگی دو مؤسسهٔ دایرةالمعارف بزرگ فارسی و مؤسسهٔ پژوهشی حکمت و فلسفهٔ ایران پتانسیل فرهنگی خوبی را برای این منطقه رقم زده‌اند. همچنین سرای محلهٔ کاشانک که از سال ۸۷ شروع به کار کرده‌است با اجرای کلاس‌های آموزشی مختلف در ارتقاء سطح فرهنگی منطقه نقش به‌سزایی داشته‌است. از لحاظ عمرانی فعالیت‌های درخور تحسین در منطقه انجام شده‌است از جمله احیای پارک رحمان‌آباد. در این منطقه آلونک‌هایی وجود داشت که باعث زننده بودن منظر شهری بود.